# Medalla de las Naciones Unidas
|                                      |
|                                      |
| Medalla de las NU: *Anverso *Reverso |

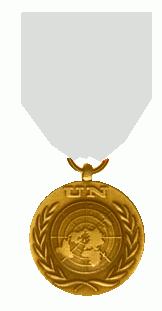
Medalla de las Naciones Unidas.

La Medalla de las Naciones Unidas es la expresión por la que es conocido el conjunto de condecoraciones militares de carácter internacional concedidas por las Naciones Unidas a los militares, policías y personal civil del todo mundo por su participación en las operaciones conjuntas de carácter militares o naturaleza policial para el mantenimiento de la paz, los esfuerzos humanitarios y el rescate ante un desastre. Para la mayoría de las fuerzas armadas estas distinciones son consideradas "de servicio", lo que implica que no se otorga por un hecho específico meritorio o heroico, sino por encontrarse destinado en la operación que la motive.
Las diferentes condecoraciones de las Naciones Unidas son habitualmente denominadas Medalla de las Naciones Unidas debido a la insignia utilizada en todas ellas. En la mayor parte de los países se entrega al realizar una acción de cualquier tipo en una actividad conjunta en esta organización. Si un miembro de servicio participa en varias operaciones dentro de una misma misión de las Naciones Unidas y ya ha recibido la medalla correspondiente, no puede volver recibir otra igual pero está autorizado a lucir barras de campaña o estrellas de servicio sobre la cinta de la que ya posee.
El anverso de todas las medallas de la organización, sin excepción, tiene como motivo principal el emblema de la misma que consiste en una proyección azimutal equidistante del mapa del mundo centrada en el Polo Norte, por lo que no se ve la Antártida, rodeada por una corona hecha con dos ramas de olivo. Junto al emblema puede aparecer el acrónimo de las Naciones Unidas para el idioma inglés "UN", o bien el empleado para identificar la misión que la motive. El reverso es liso en todos los casos pero puede recoger leyendas diferentes. En la mayoría de las medallas aparece grabada la frase "AL SERVICIO DE LA PAZ", pudiendo estar escrita en idiomas diferentes en función del receptor. Las medallas pueden ser doradas, plateadas o bronceadas, siendo estas últimas las más habituales.
Las cintas varían en función de la misión, aunque todas ellas deben contar con alguna franja de color azul celeste, extraído de la bandera de las Naciones Unidas. El diseño de la hebilla tampoco es único ya que puede variar en función de la nacionalidad del condecorado pero siempre debe tener el mismo color que la insignia.

## La Medalla de Corea de las Naciones Unidas

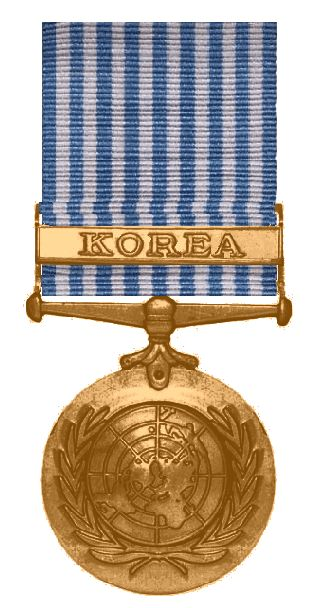
Medalla de la ONU por el servicio en Corea.

La primera Medalla de las Naciones Unidas que se creó fue la Medalla de Servicio a las Naciones Unidas, también conocida como Medalla de las Naciones Unidas por el Servicio en Corea, otorgada por las Naciones Unidas a todos aquellos países que ayudaron a Corea del Sur durante la Guerra de Corea.
Es una medalla circular, realizada en bronce. Al su anverso aparece reproducido, como es habitual el emblema de la organización; en su reverso figura grabada la inscripción "Por el servicio en defensa de los principios de la Carta de las Naciones Unidas". Se porta pendiente de una cinta con franjas alternas de color azul celeste, propio de la organización, y blancas, el color predominante en la bandera de Corea del Sur.
El pasador de campaña trae grabado "Corea", y según la nacionalidad del receptor, estaba escrito en inglés, francés, español, danés, griego, italiano, holandés, sueco, sánscrito o turco.

## Pasadores de las medallas de las Naciones Unidas
| Concesión | Pasador | Misión               | Localización                                       | Tiempo mínimo requerido      |
| --------- | ------- | -------------------- | -------------------------------------------------- | ---------------------------- |
| 1948–     |         | UNTSO                | Oriente Medio                                      | 6 meses                      |
| 1949–     |         | UNMOGIP              | India y Pakistán                                   | 6 meses                      |
| 1950–1955 |         | Guerra de Corea      | Corea                                              | 30 días                      |
| 1956–1967 |         | UNEF I               | Egipto                                             | 3 meses                      |
| 1958      |         | UNOGIL               | Líbano y Siria                                     | 6 meses                      |
| 1960–1964 |         | ONUC                 | RD Congo                                           | 3 meses                      |
| 1962–1963 |         | UNSF                 | Nueva Guinea e Indonesia                           | 3 meses                      |
| 1963–1964 |         | UNYOM                | Yemen                                              | 2 meses                      |
| 1964–     |         | UNFICYP              | Chipre                                             | Al comienzo 1 mes, después 3 |
| 1965–1966 |         | UNIPOM               | India y Pakistán                                   | 3 meses                      |
| 1973–1979 |         | UNEF II              | Egipto e Israel                                    | 3 meses                      |
| 1974–     |         | UNDOF                | Altos del Golán                                    | 3 meses                      |
| 1978–     |         | UNIFIL               | Líbano                                             | 3 meses                      |
| 1988–1991 |         | UNIIMOG              | Irak e Irán                                        | 3 meses                      |
| 1989–1991 |         | UNAVEM I             | Angola                                             | 3 meses                      |
| 1989–1990 |         | UNTAG                | Namibia                                            | 3 meses                      |
| 1989–1992 |         | ONUCA                | América Central                                    | 3 meses                      |
| 1991–2003 |         | UNIKOM               | Kuwait, Irak                                       | 3 meses                      |
| 1991–1995 |         | UNAVEM II            | Angola                                             | 3 meses                      |
| 1991–1995 |         | ONUSAL               | El Salvador                                        | 3 meses                      |
| 1991–     |         | MINURSO              | Sáhara Occidental                                  | 3 meses                      |
| 1991–1992 |         | UNAMIC               | Camboya                                            | 3 meses                      |
| 1992–1995 |         | UNPROFOR             | Yugoslavia                                         | 3 meses                      |
| 1992–1993 |         | UNTAC                | Camboya                                            | 3 meses                      |
| 1992–1993 |         | UNOSOM I             | Somalia                                            | 3 meses                      |
| 1992–1994 |         | ONUMOZ               | Mozambique                                         | 3 meses                      |
| 1993–1995 |         | UNOSOM II            | Somalia                                            | 3 meses                      |
| 1993–1994 |         | UNOMUR               | Ruanda y Uganda                                    | 6 meses                      |
| 1993–2009 |         | UNOMIG               | Georgia                                            | 6 meses                      |
| 1993–1997 |         | UNOMIL               | Liberia                                            | 3 meses                      |
| 1993–1996 |         | UNMIH                | Haití                                              | 3 meses                      |
| 1993–1996 |         | UNAMIR               | Ruanda                                             | 3 meses                      |
| 1994–2000 |         | UNMOT                | Tayikistán                                         | 3 meses                      |
| 1995–1997 |         | UNAVEM III           | Angola                                             | 3 meses                      |
| 1995–1996 |         | UNCRO                | Croacia                                            | 3 meses                      |
| 1995–1999 |         | UNPREDEP             | Macedonia del Norte                                | 3 meses                      |
| 1995–2002 |         | UNMIBH               | Bosnia y Herzegovina                               | 3 meses                      |
| 1995–1996 |         | UNTAES               | Croacia                                            | 3 meses                      |
| 1996–2002 |         | UNMOP                | Croacia                                            | 3 meses                      |
| 1997      |         | MINUGUA              | Guatemala                                          |                              |
| 1998–1999 |         | UNOMSIL              | Sierra Leona                                       |                              |
| 1998      |         | UNPSG                | Croacia                                            |                              |
| 1999      |         | UNAMET               | Timor Oriental                                     |                              |
| 1999–     |         | MONUC                | RD Congo                                           |                              |
| 1999–     |         | UNMIK                | Kósovo                                             |                              |
| 2000–2008 |         | UNMEE                | Eritrea y Etiopía                                  |                              |
| 2007–     |         | MINURCAT             | República Centroafricana y Chad                    |                              |
| 1974–     |         | Servicios Generales  | Sede de las Naciones Unidas (Ciudad de Nueva York) | 3 meses                      |
| 1974–     |         | Servicios Especiales | Variable                                           | 3 meses                      |